# SMS S 34
S 34 – niemiecki niszczyciel z okresu I wojny światowej. Czwarta jednostka typu S 31. Okręt wyposażony w trzy kotły parowe opalane ropą. Zapas paliwa 220 ton. Zatopiony na Morzu Północnym przez minę 3 października 1918 roku.